# Turdinus
Turdinus är ett fågelsläkte i familjen marktimalior inom ordningen tättingar. Släktet omfattar idag vanligen tre arter med utbredning i Sydostasien:
- Blåbrynad smygtimalia (T. macrodactylus)
- Svartstrupig smygtimalia (T. atrigularis)
- Vattrad smygtimalia (T. marmoratus)

Även följande arter har tidigare placerats i Turdinus, men flyttats till andra släkten efter genetiska studier:
- Rostgumpad timalia (Malacocincla abbotti)
- Sepiatimalia (Malacocincla sepiarius)
- Glasögontimalia (Malacocincla perspicillatus)
- Klippsmygtimalia (Gypsophila crispifrons) – urskiljs idag i tre arter
- Kortstjärtad smygtimalia (Gypsophila brevicaudatus)
- Bergsmygtimalia (Gypsophila crassus)
- Rostbröstad smygtimalia (Gypsophila rufipectus)